# Choi Yong-sul
Choi Yong-sul (provincie Chungcheongbuk-do (nu Zuid-Korea), 9 november 1904 - 15 juni 1986), ook wel geschreven als Choi Yong Sool, was de oprichter van de Koreaanse vechtkunst Hapkido.

## Levensloop
Chois levensloop is altijd een onderwerp van veel speculatie geweest. De verhalen die in de loop van de jaren over en door hem verteld zijn, verschillen nog al eens van elkaar. En lang niet alle claims die gemaakt zijn, zijn ook daadwerkelijk te bewijzen.

### Naar Japan
Choi werd in 1904 geboren in de provincie Chungcheongbuk-do. Op jonge leeftijd werd Choi naar Japan meegenomen. Korea leed in die tijd onder de Japanse bezetting en veel Koreanen vertrokken al dan niet gedwongen naar Japan. Choi beweerde zelf ooit ontvoerd te zijn door een Japans echtpaar en later in Japan in de steek te zijn gelaten.
Hoe dan ook, uiteideindelijk leerde hij in Japan uiteindelijk een Japanse vechtkunst die hij zelf altijd Yawara (柔) noemde. Choi claimde zelf leerling te zijn geweest van de beroemde Japanse leraar Sokaku Takeda. Takeda wordt door velen gezien als een van de laatste samurai en degene die het Daito Ryu Aikijujutsu nieuw leven in blies.
De claims die Choi maakt, zijn echter niet te bewijzen. Zijn naam komt namelijk niet voor in de minutieuze boekhouding die eropna gehouden werd door Takeda. Koreanen die in Japan woonden tijdens die periode, werden verplicht om een Japanse naam te nemen. Echter ook Chois Japanse naam, Asao Yoshida (吉田朝男), komt niet in deze boekhouding voor. Er wordt wel beweerd dat Chois naam uit de boekhouding geweerd werd, juist omdat hij Koreaan was. Echter in diezelfde boekhouding worden wel de namen van andere Koreaanse leerlingen genoemd.
Er zijn echter dermate veel overeenkomsten tussen dait-ryu en hapkido technieken, dat er wel een link moet bestaan tussen datgene wat Takeda en Choi onderwezen. Een mogelijkheid is dat Choi geen leerling was zoals de andere leerlingen. Choi was werkzaam in het huishouden van Takeda, en maakte zo kennis met de technieken die Takeda onderwees.

### Terug naar Korea
Nadat Korea haar onafhankelijkheid terug had gekregen in 1945 besloot Choi om weer terug naar Korea te gaan. In 1948 kwam hij in aanraking met Suh Bok-sub (서복섭). Suh Bok-subs vader was directeur van een brouwerij in de stad Daegu. In deze brouwerij begonnen Choi met het lesgeven in yawara.
De Japanse naam Yawara maakte al snel plaats voor de Koreaanse naam Yu Sul (유술) en veranderde later in Yu Kwon Sul (유권술) en nog weer later in Hapki Yu Kwon Sul (합기유권술 hanja:合氣柔拳術). Leerlingen van Choi begonnen datgene wat ze van hem leerden uit te breiden met technieken uit het Yudo (Suh Bok Sub was zwarte band yudo toen hij Choi ontmoette) en traptechnieken uit het Koreaanse Taekgyeon.
Chois nieuwe vechtstijl breidde zich snel uit over het Koreaanse schiereiland, en verschillende groepen begonnen meer en meer uit elkaar te groeien. De verschillende scholen voerden verschillende namen, en dus werd geprobeerd om de eenheid terug te vinden door met een eenduidige naam te komen. Chois belangrijkste leerling Ji Han-jae bracht toen de naam hapkido naar voren. Het tij was echter niet meer te keren en naast het hapkido ontstonden ook stijlen zoals Kuk Sool Won en Hwarangdo.
Choi werd later geëerd met de titel dojunim (도주(道主)). Wat vertaald kan worden met 'bewaarder van de weg'. Ook wordt hij wel Chang Si Ja (창시자 hanja:創始者) genoemd, wat 'grondlegger' betekent. In 1986 overleed Choi Yong-sul in de stad Daegu waar hij tevens begraven is. Veel hapkido-ers brengen ook tegenwoordig vaak een bezoek aan de plek waar Choi begraven ligt, om hem zijn laatste eer te bewijzen.

## Opvolging
Choi werd opgevolgd door zijn zoon, Choi Bok-yeol. Choi Bok-yeol overleed echter al in 1987. Tegenwoordig is het Kim Yun-sang die zich als opvolger van Choi inzet voor de promotie van hapki yusul. Hier is echter veel controversie over omdat Kim niet officieel door Choi als doju is benoemd. Ook andere directe leerlingen van Choi claimen zijn rechtmatige opvolger te zijn, zoals Lim Hyun-soo hoofd van Jung Ki Kwan Hapkido.

## Leerlingen
- Suh Bok-sub (Chois eerste leerling)
- Ji Han-jae (Stichter Sin Moo Hapkido)
- Suh In-hyuk (Sticher Kuk Sool Won)
- Dr. Lee Joo-bang (Stichter Hwarangdo)
- Kim Yun-sang (opvolger Choi, promotor hapki yusul)
- Yoo Byung-don
- Lim Hyun-su (Jung Ki Kwan Hapkido)
- Lim Chae-kwan (stichter Jin Mu Kwan)
- Chae Hung-jun (Jin Mu Kwan)
- Kim Young-jae (Jin Mu Kwan)

## Lage landen
Er zijn geen Nederlanders of Belgen die ooit van Choi Yong-sul les hebben gekregen. Er zijn echter in Nederland verschillende organisaties actief die de stijl van Choi zo authentiek mogelijk door proberen te geven.
De enige westerling wie, voor zover bekend, ooit in Korea les heeft gekregen van Choi Yong-sul was de Amerikaan Michael Wollmerhauser. In de jaren 90 bracht Michael Wollmerhauser meerdere bezoeken aan Nederland.